# Championnat d'Europe de skeleton 1983
Navigation
Édition précédente Édition suivante
Le championnat d'Europe de skeleton 1983, troisième édition du championnat d'Europe de skeleton, a eu lieu en 1983 à Innsbruck, en Autriche. Il a été remporté par le Suisse Alain Wicki devant l'Autrichien Gert Elsässer et le Suisse Nico Baracchi.